# Робертсон, Гари
Га́ри Дэ́вид Ро́бертсон (англ. Gary David Robertson; род. 12 апреля 1950, Оамару) — новозеландский гребец, выступавший за сборную Новой Зеландии по академической гребле в начале 1970-х годов. Чемпион летних Олимпийских игр в Мюнхене, обладатель бронзовой медали чемпионата мира, чемпион Европы, победитель и призёр многих регат национального значения. Также известен как тренер по гребле.

## Биография
Гари Робертсон родился 12 апреля 1950 года в городе Оамару, Новая Зеландия.
Приходится племянником прославленному новозеландскому тренеру Расти Робертсону, который в течение многих лет возглавлял национальные сборные Новой Зеландии и Австралии. Также состоит в родственных связях с гребцом Джорджем Патерсоном, участником Олимпийских игр 1964 года в Токио.
Занимался академической греблей в Оамару, проходил подготовку в местном одноимённом клубе Oamaru Rowing Club.
Первого серьёзного успеха на взрослом международном уровне добился в сезоне 1970 года, когда вошёл в основной состав новозеландской национальной сборной и побывал на чемпионате мира в Сент-Катаринсе, откуда привёз награду бронзового достоинства, выигранную в восьмёрках — в финальном заезде уступил только экипажам из Восточной Германии и Советского Союза.
В 1971 году в восьмёрках одержал победу на чемпионате Европы в Копенгагене.
Благодаря череде удачных выступлений удостоился права защищать честь страны на летних Олимпийских играх 1972 года в Мюнхене. В восьмёрках обошёл всех своих соперников в финале и тем самым завоевал золотую олимпийскую медаль.
После мюнхенской Олимпиады Робертсон ещё в течение некоторого времени оставался в составе гребной команды Новой Зеландии и продолжал принимать участие в крупнейших международных регатах. Так, в 1973 году он выступил на европейском первенстве в Москве — на сей раз попасть в число призёров не смог, в зачёте распашных рулевых четвёрок квалифицировался лишь в утешительный финал В и расположился в итоговом протоколе соревнований на восьмой строке.
Завершив спортивную карьеру, полностью посвятил себя тренерской деятельности. Работал тренером в Сиднейском гребном клубе и в школе Waikato Diocesan School.
Его жена Шэрон так же связана с академической греблей, а их старшая дочь Джеки вышла замуж за двукратного олимпийского чемпиона по гребле Эрика Марри.
В 1990 году вместе с другими членами золотой новозеландской восьмёрки Гари Робертсон был введён в Зал славы спорта Новой Зеландии.